# Oliver Wille
Oliver Wille (* 1975 in Berlin) ist ein deutscher Musiker, Violinist und Professor für Streichkammermusik an der Hochschule für Musik, Theater und Medien Hannover.

## Leben
Wille begann im Alter von 5 Jahren mit dem Geigenspiel. Mit 14 Jahren gründete er gemeinsam mit Jana Kuss das Kuss Quartett, das noch heute besteht. Oliver Wille studierte sowohl an der Hochschule für Musik Hanns Eisler Berlin, der Hochschule für Musik und Tanz Köln und an der US-amerikanischen Indiana University in Bloomington. Er wurde unter anderem von Walter Levin, Eberhard Feltz, Christoph Poppen und Mauricio Fuks ausgebildet.

## Lehre
2007 übernahm er die Vertretung von Mauricio Fuks an der Indiana University Bloomington. 2010 und 2011 wirkte er an der Musikhochschule Basel und an der Hochschule für Musik Karlsruhe. Seit Oktober 2011 ist er Professor für Kammermusik an der Hochschule für Musik, Theater und Medien in Hannover. Seit dem Wintersemester 2021/22 nimmt er die Funktion des Vizepräsidenten für Kunst wahr.

## Musiker und Veranstaltungsmanager
Wille gewann 2002 mit dem Kuss Quartett den Premio Paolo Borciani.
Neben der Arbeit mit dem Kuss Quartett engagiert sich Wille regelmäßig in der Etablierung von Veranstaltungsreihen. Seit 2015/2016 hat er die künstlerische Leitung der Sommerlichen Musiktage Hitzacker inne. Zuvor kuratierte er das Festival „quartettaffairs“ in Frankfurt am Main.